# Geodia exigua
Geodia exigua är en svampdjursart som beskrevs av Thiele 1898. Geodia exigua ingår i släktet Geodia och familjen Geodiidae.
Artens utbredningsområde är havet kring Japan. Inga underarter finns listade i Catalogue of Life.